# 김종민 (2001년)
김종민(한국 한자: 金種民, 2001년 4월 13일~)은 대한민국의 축구 선수로, 포지션은 센터백이다. 현재 K리그2 김포 FC 소속이다.